# Henipavirus
Henipavirus es un género de virus perteneciente a la familia Paramyxoviridae, orden Mononegavirales. Incluye 4 especies: virus Hendra, virus Nipah, virus Cedar y virus Langya. Se caracterizan por provocar enfermedad en humanos y en animales domésticos como caballos y cerdos, siendo responsables de diversos brotes epidémicos que se han producido en las últimas décadas. El hospedante habitual son los murciélagos frugívoros del género Pteropus, comúnmente conocidos como zorros voladores.

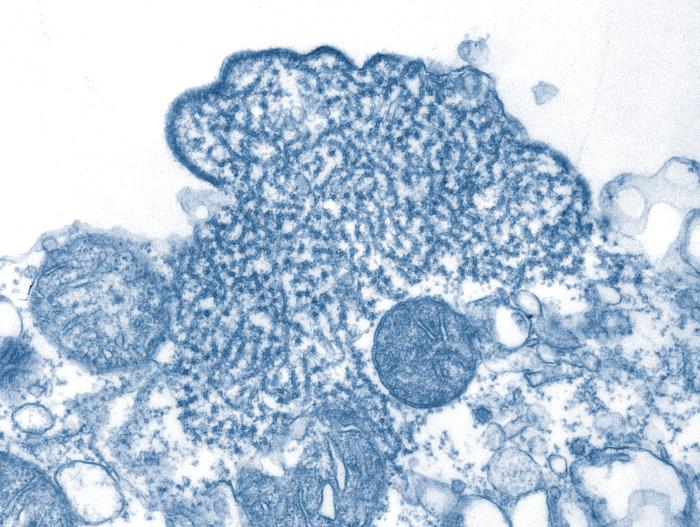
Microfotografía electrónica de transmisión (TEM) que muestra viriones de Nipah aislados del fluido espinal de un paciente

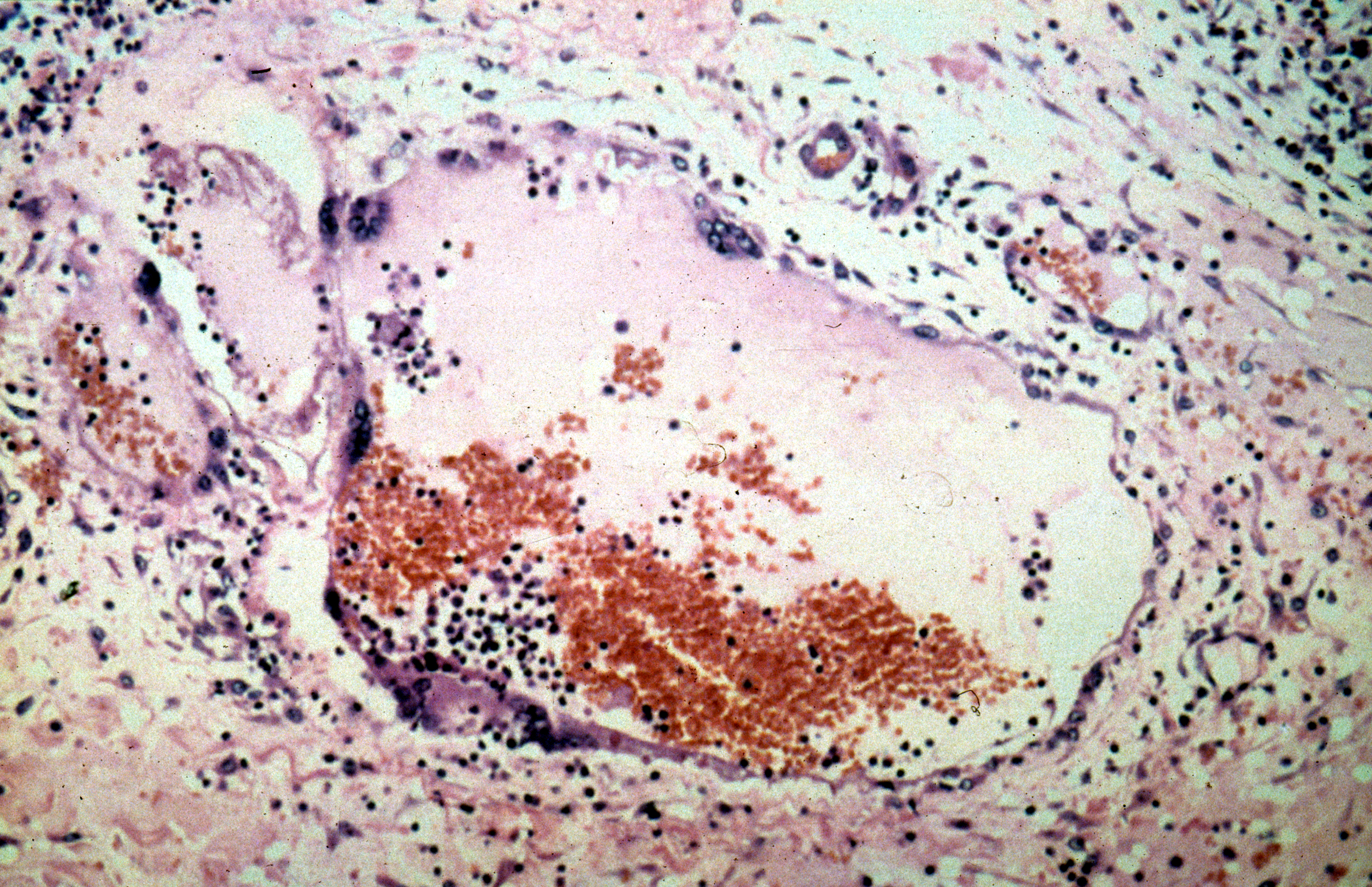
virus Nipah en las venas de los pulmones de un cerdo